# Thisted Dagblad
Thisted Dagblad er et dagblad, der udkommer i og dækker området, som afgrænses af Thisted Kommune. Bladet udgives af Nordjyske Medier. Indtil 30. marts 1970 hed avisen Thisted Amts Tidende.
Bladet blev oprettet af Christen Berg i 1880'erne og udkom første gang 2. oktober 1882. Den 10. oktober 2006 afhændede De Bergske Blade avisen til Nordjyske Medier. Fra 2. januar 2007 udkom bladet som omslag til Nordjyske Stiftstidende og fra september 2009 som en lokalsektion i den regionale avis.

## Chefredaktører
- 1882-1883: Fr. Dinsen
- 1883-1888: M. Aaberg
- 1888: Sigurd Berg
- 1888-1933: M. Aaberg
- 1933-1962: J. J. Lustrup
- 1962-1985: Chr. P. Fogtmann
- 1985-2012: Hans Peter Kragh
- 2012-2015: Svend Ole Jensen (daglig ledelse med refererence til NORDJYSKE's chefredaktion)
- 2016- : Jens Peter Svarrer( også redaktør på Morsø Folkeblad)

## Lokalredaktioner
1930-2000 havde bladet lokalredaktion i Hurup og 1967-2007 i Hanstholm. Lokalredaktører i Hurup: 1930-1933: J. N. Østergaard; 1933-1937: Chr. M. Norup; 1937-1977: Børge Steffensen; 1977-1979: Jens Utoft; 1979-1994: Kristian Hornstrup; 1994-2000: Villy Dall. Lokalredaktører i Hanstholm: 1966-1969: Kaj Digens; 1969: Erik Farmnn; 1969-1976: K. E. Nielsen; 1976-1980: Jens Kofoed; 1980-1989: Mette Fastrup, 1989-2007: Jens Fogh-Andersen.